# Giải vô địch bóng đá U-19 Đông Nam Á 2009
Giải vô địch bóng đá U-19 Đông Nam Á 2009 (AFF U-19 Youth Championship 2009) được tổ chức tại Việt Nam diễn ra từ ngày 4 tháng 8 đến ngày 16 tháng 8 năm 2009 do Liên đoàn bóng đá Đông Nam Á tổ chức. Tất cả các trận đấu diễn ra ở Thành phố Hồ Chí Minh, Việt Nam. Tham dự giải lần này có đủ 11 đội thành viên và một đội thành viên không chính thức (U-19 Úc).Tập đoàn KOVA là nhà tài trợ chính cho giải.

## Địa điểm thi đấu
| Thành phố Hồ Chí Minh   | Thành phố Hồ Chí Minh                               |
| ----------------------- | --------------------------------------------------- |
| Sân vận động Thống Nhất | Sân vận động Trung tâm Thể thao Giải trí Thành Long |
| Sức chứa: 15.000        | Sức chứa: N/A                                       |
|                         |                                                     |

## Các đội tham dự
Tất cả các đội tham dự là đội tuyển trẻ, cầu thủ có độ tuổi không quá 19 (U-19). U-19 Ma Cao cũng từng có ý định tham dự giải, nhưng cuối cùng kế hoạch này không thành hiện thực.
Do dịch cúm A/H1N1 nên các đội U-19 Brunei, U-19 Lào, U-19 Malaysia, U-19 Philippines xin rút lui. Đến ngày 26 tháng 7 năm 2009, U-19 Indonesia xin rút lui khỏi giải. U-19 Malaysia sau đó đã xin quay lại giải đấu, cuối cùng chỉ còn lại 8 đội tham dự chính thức.
| - Brunei - Campuchia - Đông Timor - Indonesia | - Lào - Malaysia - Myanmar - Philippines | - Singapore - Thái Lan - Úc - Việt Nam |

## Vòng bảng
Theo thể thức ban đầu, 12 đội chia thành 3 bảng đấu vòng tròn một lượt tính điểm. Lấy mỗi bảng một đội nhất bảng và đội thứ hai tốt nhất trong ba bảng vào vòng bán kết
- Do các đội U-19 Brunei, U-19 Lào, U-19 Malaysia,U-19 Philippines xin rút lui[3], thể thức được điều chỉnh từ 3 bảng thi đấu xuống còn 2 bảng. Các đội thi đấu vòng tròn 1 lượt, hai đội đứng đầu mỗi bảng sẽ vào thi đấu vòng bán kết.
- Sau khi U-19 Indonesia rút lui, lịch thi đấu điều chỉnh một lần nữa.[5]
- Theo VFF, U-19 Malaysia xin tham gia trở lại giải đấu. Ban tổ chức tiến hành họp và thay đổi lịch thi đấu.[6]

|  | Đội bóng vào vòng trong |  | Đội bóng bị loại ở vòng bảng |

Tất cả giờ đều ở múi giờ GMT+7.

### Bảng A
| Đội tuyển | số trận | thắng | hoà | thua | bàn thắng | bàn thua | điểm |
| --------- | ------- | ----- | --- | ---- | --------- | -------- | ---- |
| Thái Lan  | 3       | 2     | 1   | 0    | 5         | 1        | 7    |
| Úc        | 3       | 1     | 2   | 0    | 5         | 2        | 5    |
| Singapore | 3       | 1     | 1   | 1    | 4         | 5        | 4    |
| Campuchia | 3       | 0     | 0   | 3    | 1         | 9        | 0    |

| Campuchia       | 0–3 chi tiết | Thái Lan                                                       |
| --------------- | ------------ | -------------------------------------------------------------- |
| Thong Oudom 73' |              | Adisak Krisorn 41' · Sarach Yooyen 73' · Natthawut Khamrin 84' |

| Úc             | 1–1 chi tiết | Singapore                                  |
| -------------- | ------------ | ------------------------------------------ |
| Eli Babalj 20' |              | Khairul Nizam 65' · Mohd Shakir Hamzah 78' |

| Thái Lan             | 1–1 chi tiết | Úc                |
| -------------------- | ------------ | ----------------- |
| Surachet Ngamtip 90' |              | Peter Franjic 84' |

| Singapore                                                                      | 3–1 chi tiết | Campuchia          |
| ------------------------------------------------------------------------------ | ------------ | ------------------ |
| Md Syafiq Md Zainal 57' · Md Safuwan Baharudin 79' · Md Zulfahmi Md Arifin 91' |              | Prak Mony Udom 17' |

| Campuchia | 0–3 chi tiết | Úc                                           |
| --------- | ------------ | -------------------------------------------- |
|           |              | James Virgili 41' · Kilment Taseski 42', 51' |

| Thái Lan           | 1–0 chi tiết | Singapore |
| ------------------ | ------------ | --------- |
| Adisak Krisorn 77' |              |           |

### Bảng B
| Đội tuyển  | số trận | thắng | hoà | thua | bàn thắng | bàn thua | điểm |
| ---------- | ------- | ----- | --- | ---- | --------- | -------- | ---- |
| Việt Nam   | 3       | 3     | 0   | 0    | 8         | 2        | 9    |
| Malaysia   | 3       | 2     | 0   | 1    | 9         | 3        | 6    |
| Myanmar    | 3       | 1     | 0   | 2    | 4         | 5        | 3    |
| Đông Timor | 3       | 0     | 0   | 3    | 2         | 13       | 0    |

| Myanmar | 3–0 chi tiết | Đông Timor |
| ------- | ------------ | ---------- |
|         |              |            |

| Malaysia | 0–2 chi tiết | Việt Nam                     |
| -------- | ------------ | ---------------------------- |
|          |              | Đình Bảo 48' · Văn Quyết 61' |

| Đông Timor                                                   | 1–7 chi tiết | Malaysia                                                                                     |
| ------------------------------------------------------------ | ------------ | -------------------------------------------------------------------------------------------- |
| Rogerio 37' · Ramos Saozinho Ribeiro 70' · Lamberto Gama 76' |              | A. Thamil Arasu 18' (ph.đ.), 33', 73' (ph.đ.), 84', 87' · Fandi Othman 24' · Fadhli Shas 82' |

| Việt Nam                                     | 3–1 chi tiết | Myanmar                                                                                   |
| -------------------------------------------- | ------------ | ----------------------------------------------------------------------------------------- |
| Đình Bảo 59' · Minh Tuấn 70' · Văn Quyết 90' |              | M. Ko Ko 38' · Myaw Ko Ko 44' · Myat Naing Aung 45' · Aung Zaw Lin 45' · Tin Win Aung 83' |

| Malaysia                                          | 2–0 chi tiết | Myanmar     |
| ------------------------------------------------- | ------------ | ----------- |
| Saiful Ridzuwan Selamat 8' · Wan Zack Wan Nor 14' |              | Kyi Lin 72' |

| Việt Nam                             | 3–1 chi tiết | Đông Timor       |
| ------------------------------------ | ------------ | ---------------- |
| Quốc Phương 26', 80' · Tuấn An 90+2' |              | Jose Fonseca 36' |

## Vòng đấu loại trực tiếp

### Tóm tắt
|  | Bán kết    | Bán kết |               |       | Chung kết | Chung kết |
|  |            |         |               |       |           |           |
|  | 10 tháng 8 |         |               |       |           |           |
|  |            |         |               |       |           |           |
|  | Thái Lan   | 1       |               |       |           |           |
|  | Thái Lan   | 1       | 12 tháng 8    |       |           |           |
|  | Malaysia   | 0       |               |       |           |           |
|  | Malaysia   | 0       | Thái Lan (p)  | 2 (5) |           |           |
|  | 10 tháng 8 |         | Thái Lan (p)  | 2 (5) |           |           |
|  |            | Úc      | 2 (3)         |       |           |           |
|  | Việt Nam   | Úc      | 2 (3)         | 1     |           |           |
|  | Việt Nam   |         |               | 1     |           |           |
|  | Úc         | 4       |               |       |           |           |
|  | Úc         | 4       | Tranh hạng ba |       |           |           |
|  |            |         |               |       |           |           |
|  | 12 tháng 8 |         |               |       |           |           |
|  |            |         |               |       |           |           |
|  | Malaysia   | 0       |               |       |           |           |
|  | Malaysia   | 0       |               |       |           |           |
|  | Việt Nam   | 3       |               |       |           |           |

### Bán kết
| Thái Lan             | 1–0 chi tiết | Malaysia |
| -------------------- | ------------ | -------- |
| Surachet Ngamtip 56' |              |          |

| Việt Nam         | 1–4 chi tiết | Úc                                                                         |
| ---------------- | ------------ | -------------------------------------------------------------------------- |
| Hà Minh Tuấn 34' |              | Peter Franjic 29' · Daniel Bowles 72' · James Virgili 82' · Groenewald 90' |

### Tranh hạng ba
| Malaysia                          | 0-3      | Việt Nam                                                    |
| --------------------------------- | -------- | ----------------------------------------------------------- |
| Mohd Irfan 62' · Thamil Irasu 62' | Chi tiết | Nguyễn Đình Bảo 26' · Lê Quốc Phương 36' · Hà Minh Tuấn 71' |

### Chung kết
| Thái Lan                                           | 2–2 (s.h.p.) | Úc                                                     |
| -------------------------------------------------- | ------------ | ------------------------------------------------------ |
| Natthawut Khamrin 70' · Adisak 102'                | Chi tiết     | McGowan 90' · Jared Lum 120'                           |
| Loạt sút luân lưu                                  |              |                                                        |
| Apisit · Piyarat · Surachet · Chakrit · Pittayapat | 5–3          | Davidson · Eli Babalj · McGowan · Groenewald · Virgili |

## Đội vô địch
| Vô địch cúp bóng đá U-19 Đông Nam Á 2009 Thái Lan Lần đầu tiên |

## Cầu thủ ghi bàn
| 5 bàn: - Thamil Arasu Ambumanee 3 bàn: - Adisak Krisorn - Hà Minh Tuấn - Lê Quốc Phương - Nguyễn Đình Bảo 2 bàn: - Natthawut Khamrin - Surachet Ngamtip - James Virgili - Kilment Taseski - Peter Franjic - Nguyễn Văn Quyết 1 bàn: - Prak Mony Udom - Jose Carlos Fonseca | 1 bàn: - Mohamad Fandi Othman - Mohd Fadhli Mohd Shas - Saiful Ridzuwan Selamat - Wan Zack Wan Nor - Myaw Ko Ko - Khairul Nizam - Md Safuwan Baharudin - Md Syafiq Md Zainal - Md Zulfahmi Md Arifin - Sarach Yooyen - Daniel Bowles - Dylan McGowan - Eli Babalj - Groenewald - Jared Lum - Trần Tuấn An |